# Meli Witran Mapu
 (août 2025).

Image du Meli witran mapu.

Le Meli witran mapu (en mapudungun, terre des quatre endroits) est la représentation de la terre et de ses quatre points cardinaux selon la cosmovision mapuche.

## Description
Contrairement à la coutume occidentale, le point de référence principal n'est pas le nord, mais l'est (puel), le côté où le soleil se lève et vers lequel on se tourne pour  prier les dieux et les ancêtres. En outre, l'ordre habituel pour nommer les points cardinaux et les directions est contraire contraire au sens des aiguilles d'une montre: Puel (est), Pikun (nord), Lafken (ouest) et Willi (sud). C'est ce qui donne leur nom aux terres mapuche:
- Puel Mapu (terre de l'est, Argentine)
- Pikun Mapu (terre du nord)
- Lafken Mapu / Gulu Mapu (terre de l'ouest, Chili)
- Willi Mapu (terre du sud)

On retrouve généralement le Meli Witran Mapu peint comme décoration sur la membrane des kultrun, un tambour cérémoniel. Il représente la structure cosmique su monde et sa division en quatre zones ou points cardinaux.

## La rotation dans le monde mapuche
Dans la cosmologie mapuche, tout (le jour et la nuit, les saisons de l'année et la vie elle-même) est lié à des cycles. Ces cycles sont habituellement représentés par des éléments symboliques et des actes rituels, entre autres. La tüway (mapudungún tüway, « rotation ») est présente dans différents aspects des coutumes mapuche. On la retrouve dans le tour du soleil pendant la journée, qui relie le  Puel Mapu (du mapudungún: Puel Mapu "Terre de l'est") au Lafken Mapu (du mapudungun: Lafken mapu "terre de l'ouest"), ou bien dans la cérémonie du guillatun durant laquelle les participants tournent autour du rewe (autel) au moment de l'awün.

### La loi naturelle de la rotation
La loi naturelle de la rotation va toujours de man (mapudungún man, « droite ») à wele (mapudungun wele, "gauche") sur le plan horizontal du Nag Mapu ou sur le plan de coupe du Wall Mapu ("les terres qui entourent", territoire ancestral des mapuche) 

## Les éléments
L'élément le plus important de la nature est l'antü (du mapudungun: antü 'soleil'). La trajectoire de ce dernier sert de référent pour la mogen (mapudungún mogen, « vie ») mapuche, de sa naissance au Puel Mapu à sa mort au Lafken Mapu. L'aube (wün, liwen), a une signification particulière, surtout au moment du lever du soleil, car elle représente à la fois l'origine et le renouvellement de l'existence.

### Nombre d'éléments
On note l'existence des meli duam (mapudungún meli duam, « quatre éléments ») qui sont associés aux meli newen (mapudungún meli newen, « quatre forces »), ordonnatrices du monde mapuche:
- Eau : représentée en fücha (du mapudungun: fücha 'vieil homme'), la ko (du mapudungun: ko 'eau") est la source de la vie sur terre. Elle représente la santé.
- Air: représenté en ülcha (du mapudungun: ülcha, "jeune femme" ), elle est la force du waywen (vent) et donne vie à la Terre. L'air transformé en vent nettoie et aère, mais il peut être destructeur s'il est mal contenu.
- Feu: représenté en weche (du mapudungun: weche, "jeune homme"), il est une représentation de la force et du pouvoir, on pourrait le considérer comme la vie elle-même. C'est un élément qui organise la vie communautaire sur terre. Le kütral (du mapudungún: kütral 'feu') est un élément toujours présent à l'intérieur d'un endroit habité; il ne doit jamais être éteint.
- Terre: représentée en kushe (du mapudungun: kushe, 'vieille femme') elle est la force de la mapu (terre). Elle est la matière et lieu qui permet le développement de la vie des mapuche et la nature avec laquelle il est lié.

### Les éléments selon la Machi
Selon l'anthropologue Pedro Mege, il existe pour la machi d'autres signifiants élémentaires tels que:
- Eau : le ko (du mapudungún: ko 'eau") est le flux qui émerge du puits ou de la source, essentiel à la vie et à la santé, il lave et purifie.
- L'aube: c'est un élément qui facilite le départ pour le dernier voyage.
- Brume: Le trukur (du mapudungún: trukur 'brume') suppose un état de perméabilité de la terre du Wallmapu, c'est l'élément qui en dissout les frontières et permet de faire la transition entre le monde du visible et celui de l'invisible.
- Le nord et le sud: Pikun (nord) et Willi (sud), en tant qu'éléments opposés, peuvent être les causes de l'instabilité de l'environnement et de l'esprit.
- La nuit: Le pun (du mapudungún: pun 'nuit') est l'élément des forces du mal : c'est de nuit que la machi peut combattre les forces du mal.
- Tonnerre : le tralkan (du mapudungún: tralkan 'tonnerre') est l'élément fondamental pour l'initiation et la consécration de la machi, "le coup de tonnerre suppose un éclair fulminant et une initiation automatique qui tombe du ciel. " [1]

### Les couleurs pour les mapuche
Parmi les mapuche, la couleur est intimement associée à la vision du cosmos et de ses plateformes superposées :
- Le blanc (du mapudungún: lig, 'blanc') et le bleu[2] - accompagnés de leurs trois déclinaisons: violet (awawe), pourpre (koñoll) et bleu ciel (payne) - représentent les quatre couleurs naturelles du ciel, ainsi que les nuages et leurs teintes changeantes selon les conditions climatiques et météorologiques des saisons de l'année. Ce sont des couleurs importantes que l'on retrouve dans certains éléments de la vie quotidienne, tels que les foulards avec lesquels les femmes mapuche couvrent leur tête, les vêtements, la peinture des chambres et la décoration générale des maisons. De même, le blanc et le bleu sont les couleurs rituelles par excellence, présentes dans les principaux emblèmes de la machi et durant la cérémonie du gillatun. Ces quatre couleurs sont toujours présentes dans la vision du monde surnaturel bénéfique. Cependant, leur ordre respectif ne semble pas être fixe ni régi par des principes normatifs, puisque ce sont des couleurs naturellement perçues dans le ciel au gré des aléas météorologiques ou climatiques.
- Le ""Noc""noir (du mapudungun: kurü 'noir') symbolise la nuit (du mapudungun: pun, "nuit"), l'obscurité, la pluie et les ténèbres; et pour la sorcellerie, les esprits du mal et la mort. Être habillé intégralement en noir peut être considéré comme suspect car on associe cette couleur à des esprits malveillants tels le calcu ou le weküfe.
- Le "rouge"rouge (mapudungún kelü, « rouge ») est communément associé au combat ou à la lutte (weichan), au bellicisme ou à la guerre (du mapudungun: awkan 'guerre') et au sang (du mapudungun: mollfüñ 'sang'); par conséquent, le rouge est une couleur interdite durant les rituels du guillatun. Cependant, le rouge possède également des connotations positives car il est associé aux fleurs des champ et, en particulier, au copihue mapuche.
- Le vert (du mapudungun: karü 'vert') [1] symbolise la nature dans toute sa splendeur et son exubérance; il est la couleur de la germination de la terre et, par conséquent, de sa fertilité.